# Llanrhian
Llanrhian är en community i Storbritannien.   Den ligger i kommunen Pembrokeshire och riksdelen Wales, i den sydvästra delen av landet, 300 km väster om huvudstaden London.
Förutom byn  Llanrhian finns i communityn även byarna Porthgain, Croes-goch och Trefin.